# Frank Mijnals
Frank Mijnals (n. en Moengo, Surinam, 8 de febrero de 1933) es un exfutbolista surinamés, se destacó principalmente en el SV Robinhood de su país, donde obtuvo 4 títulos de liga Hoofdklasse.

## Clubes
| Club          | País         | Año  |
| ------------- | ------------ | ---- |
| SV Robinhood  | Surinam      | 1951 |
| SV Robinhood  | Surinam      | 1952 |
| SV Robinhood  | Surinam      | 1953 |
| SV Robinhood  | Surinam      | 1954 |
| SV Robinhood  | Surinam      | 1955 |
| SV Robinhood  | Surinam      | 1956 |
| USV Elinkwijk | Países Bajos | 1957 |
| USV Elinkwijk | Países Bajos | 1958 |
| USV Elinkwijk | Países Bajos | 1959 |
| SV Zeist      | Países Bajos | 1960 |
| VV Zwartemeer | Países Bajos | 1961 |
| FC Hilversum  | Países Bajos | 1962 |
| FC Hilversum  | Países Bajos | 1963 |

## Palmarés

### Campeonatos nacionales
| Título           | Club         | País    | Año  |
| ---------------- | ------------ | ------- | ---- |
| Primera división | SV Robinhood | Surinam | 1953 |
| Primera división | SV Robinhood | Surinam | 1954 |
| Primera división | SV Robinhood | Surinam | 1955 |
| Primera división | SV Robinhood | Surinam | 1956 |